# San Martín (kommun i Colombia, Cesar, lat 7,97, long -73,57)
San Martín är en kommun i Colombia.   Den ligger i departementet Cesar, i den norra delen av landet, 400 km norr om huvudstaden Bogotá. Antalet invånare är 17 312.